# Vicente Poggi
Vicente Poggi Sassi (ur. 11 lipca 2002 w Montevideo) – urugwajski piłkarz pochodzenia włoskiego występujący na pozycji defensywnego lub środkowego pomocnika, od 2024 roku zawodnik argentyńskiego Godoy Cruz.